# Пикалёвский цемент
«Пикалёвский цемент» — предприятие по производству цемента в Ленинградской области. Расположен в городе Пикалёво. Предприятие является градообразующим. Входит в «Евроцемент груп». Полное название — Акционерное общество «Пикалёвский цемент».
Завод основан в 1930 году в связи с открытием в районе залежей цементных известняков и глин. В 1935 году на этом месте началось строительство предприятия и рабочего поселка, завершившееся летом 1941 года. Планам ввода нового завода в строй помешала Великая Отечественная война. К восстановлению предприятия приступили уже в 1944 году. В 1949 году состоялся пуск первой сырьевой мельницы и произведена первая партия цементного клинкера. В том же году была сдана в эксплуатацию первая очередь завода мощностью 90 тысяч тонн цемента в год. В 1950 году заработала вторая технологическая линия, а в 1951 году — третья. В связи с пуском в 1959 году Пикалёвского глинозёмного завода «Пикалёвский цемент» перешел на новую технологию приготовления сырьевой смеси с использованием отходов глинозёмного производства вместо цементных глин. Это позволило значительно увеличить объемы продукции. С 1961 по 1963 год на предприятии были запущены три новые технологические линии. Сегодня производственная мощность «Пикалёвского цемента» составляет 2,598 млн тонн цемента в год.
С 1989 по 1993 год печи обжига были переведены на природный газ, установлены новые электрофильтры на малых печах. Это позволило сократить выброс пыли в атмосферу и улучшить экологическую обстановку в районе.
В 2005 году завод «Пикалёвский цемент» вошел в состав холдинга Евроцемент груп. Продукция завода поставлялась для ряда объектов Санкт-Петербурга и области, в частности метрополитена, Ленинградской АЭС, кольцевой автомобильной дороги, дамбы, портовых причалов.

## Продукция завода
- ЦЕМ I 42,5Н - портландцемент типа ЦЕМ I класса прочности 42,5, нормальнотвердеющий
- ЦЕМ II/A-Ш 32,5Б - портландцемент типа ЦЕМ II, подтипа А со шлаком (Ш) от 6% до 20%, класса прочности 32,5, быстротвердеющий

- ПЦ 500-Д0-H - портландцемент марки 500, бездобавочный, на основе клинкера нормированного состава